# Dhani Lennevald
John Dhani Lennevald (Estocolmo, 24 de julio de 1984), más conocido como Dhani Lennevald, es un cantante y modelo sueco, conocido por ser exintegrante del cuarteto de pop sueco A*Teens.

## Biografía
Nació el 24 de julio de 1984 en el Hospital Danderyds, en Estocolmo, Suecia. Mide 1.86 m.
Dhani fue el primero que mostró material nuevo al presentar su primer sencillo solista Girl Talk en el 2005, bajo la disquera Stockholm Records, misma de la fueron parte los A-teens como grupo; sin embargo, debido al poco éxito y apoyo, a pesar de las buenas expectativas que se tenían de un disco completo, el disco no fue lanzado.
En el 2005, se dirigió a Nueva York para trabajar en su música con nuevos productores, haciendo notar que se sentía más cómodo con su música, porque tenía más control en su trabajo, y podía expresar su verdadero estilo. Una de las canciones inéditas que ha presentado fue su nuevo sencillo Let's Do It Again, aunque la misma no salió oficialmente al mercado, hasta la fecha no ha trabajado en otra producción y se desconoce sí continúe con su carrera de solista.

## Sencillos en solitario
- Girl Talk (2004)
- Let's Do it Again (2005)

## Videos musicales
- Girl Talk